# Нектрия киноварно-красная
Не́ктрия кинова́рно-кра́сная (лат. Néctria cinnabárina) — вид грибов-аскомицетов, относящийся к роду Нектрия (Nectria) семейства Нектриевые (Nectriaceae). Ранее это название использовалось только по отношению к телеоморфной стадии гриба, а анаморфа именовалась туберкуля́рия обыкнове́нная (Tuberculária vulgáris).
Широко распространённый вид древесных сапротрофов, образующий на ветвях деревьев и кустарников группы небольших розоватых или жёлто-оранжевых спородохиев на ножке — плодовых тел бесполого спороношения, а также многочисленные мелкие красно-коричневые перитеции — плодовые тела полового спороношения.

## Описание

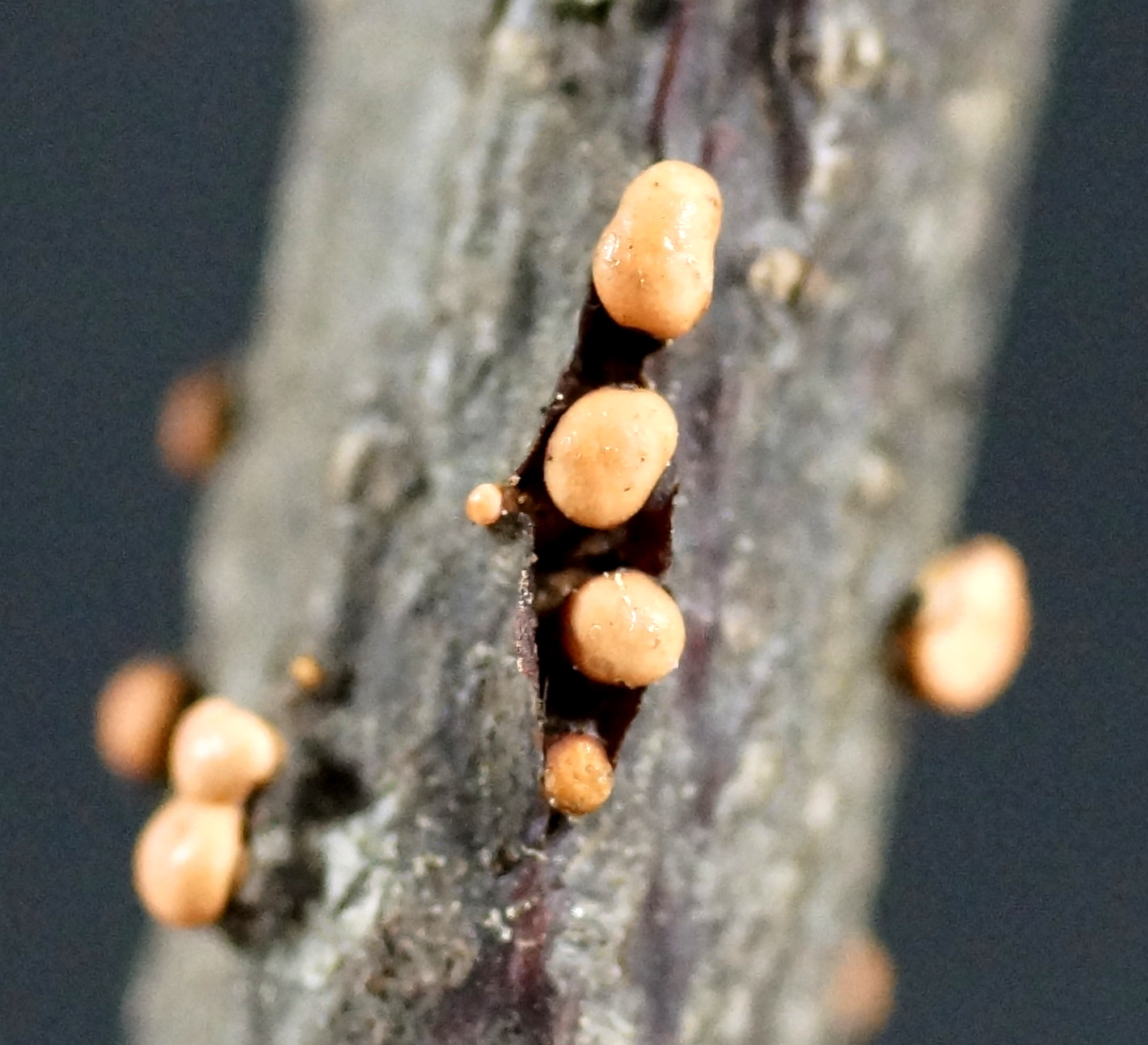
Спородохии

Стромы образуются на ветвях лиственных деревьев, прорываясь через кору, до 2 мм толщиной и до 5 мм в диаметре, желтоватые до беловатых. Плодовые тела телеоморфы — перитеции — поверхностные на строме, одиночные или в группах, насчитывающих до 25 плодовых тел, красные до красно-коричневых, с более тёмной верхушкой, 275—400 мкм высотой и 250—370 мкм в поперечнике, мелкобородавчатые, иногда гладкие. Стенки перитециев 40—60 мкм толщиной. Аски унитуникатные, цилиндрические до узкобулавовидных, 85—96 × 8—9,5 мкм, восьмиспоровые. Споры расположены в два ряда в верхней части аска и в один ряд в нижней его части, эллипсоидальные до веретеновидных, чаще всего с одной септой, 14—17,5 × 4—5,5 мкм, гладкостенные.
Анаморфа образует спородохии на строме. Спородохии с ножкой, одиночные или в группах по 2—6, до 1,6 мм высотой, до 2,5 мм в поперечнике, белые, желтоватые, оранжевые, иногда красные. Ножки спородохиев белые до красноватых, до 0,6 мм толщиной. Конидиеносцы с одиночными интеркалярными фиалидами до 3—9 × 1,5—2 мкм, верхушечные клетки иногда стерильные. Конидии неокрашенные, одноклеточные, узкоэллипсоидальные до цилиндрических, 5,2—7 × 1,9—2,7 мкм, гладкостенные.
В культуре анаморфы развиваются при температурах до 30 °C, оптимум — 25 °C. На 7-е сутки на картофельно-декстрозном агаре (PDA) колонии 6—8,5 см в диаметре, белые или желтоватые, несколько волнистые, с довольно развитым воздушным мицелием. Реверс колоний белый до желтоватого, колонии обладают слабым фруктовым запахом. После двух недель культивирования начинают образовываться спородохии.

## Экология и значение
Широко распространённый вид в Европе и Северной Америке. Встречается на ветвях лиственных древесных и кустарниковых пород — клёна, вяза, конского каштана, древогубца, гледичии, рябины, осины, спиреи, липы и других.

## Таксономия
Nectria cinnabarina (Tode) Fr., Summa Veg. Scand. 2: 388 (1849). — Sphaeria cinnabarina Tode, Fungi Mecklenb. Sel. 2: 9 (1791) : Fr., Syst. Mycol. 3: 464 (1832).

### Синонимы
- Creonectria purpurea (L.) Seaver, 1909
- Cucurbitaria cinnabarina (Tode) Grev., 1825
- Cucurbitaria purpurea (L.) Kuntze, 1898
- Ephedrosphaera decolorans (Pers.) Dumort., 1822
- Helvella purpurea (L.) Schreb., 1771
- Knyaria purpurea (L.) Pound & Clem., 1897
- Knyaria vulgaris (Tode) Kuntze, 1891
- Nectria offuscata Berk. & M.A.Curtis, 1875
- Nectria purpurea (L.) G.W.Wilson & Seaver, 1907
- Nectria russellii Berk. & M.A.Curtis, 1875
- Sphaeria celastri Fr., 1827
- Sphaeria cinnabarina Tode, 1791
- Sphaeria decolorans Pers., 1794
- Sphaeria tremelloides Weigel, 1772
- Tremella purpurea L., 1763
- Tubercularia vulgaris Tode, 1790